# Pace del lavoro
La pace del lavoro, in Svizzera, è una convenzione tra sindacati e patronato, entrata in vigore a livello nazionale nel 1937.

## Definizione
L'espressione pace del lavoro designa una situazione in cui i conflitti collettivi di lavoro - tra datori di lavoro e salariati - sono risolti tramite negoziati. In questo modo si rinunciano a misure di lotta quali lo sciopero o la serrata. La pace del lavoro fonda le sue basi in accordi vincolanti tra le parti che danno vita ai contratti collettivi di lavoro..

## Contesto storico
La pace del lavoro è stata introdotta per la prima volta in Svizzera nel Canton Ginevra nel 1900. Sul piano nazionale vi furono una serie di accordi negli anni 1920-30. Nel 1937 venne sancito un accordo tra i sindacati e l'industria meccanica e metallurgica.

## Benefici
La pace del lavoro è considerata dagli storici come uno degli elementi essenziali della stabilità politica e sociale in Svizzera nell'ultimo secolo. Essa ha permesso il raggiungimento di conquiste sociali, materiali e benessere senza l'uso di mezzi extraparlamentari di lotta.